# Steiner Lajos (szabadságharcos)
Steiner Lajos (Budapest, 1930. november 28. – Budapest, 1958. augusztus 5.) magyar szabadságharcos, a forradalom utáni megtorlás áldozata.

## Életpályája
Korán árva lett, ezért nagybátyja fogadta örökbe. Elvégezte az elemi iskolát, majd négy polgárit, utána dolgozni kezdett. Előbb a nagybátyja mellett volt fuvaros, majd alkalmi munkákból tartotta fenn magát. 1948-ban lopás vádjával előbb 8 hónap, majd egy év múlva másfél év börtönre ítélték. Büntetése letelte után besorozták katonának, ahol önkényes eltávozás miatt újabb 10 hónapot börtönben töltött. Leszerelése után megnősült, született két gyermeke.
1956. október 28-án csatlakozott a VII. kerületi nemzetőrséghez, melynek hamarosan parancsnoka lett. Feladata volt a járőrözés a közrend fenntartása érdekében, valamint az ÁVH-s tisztek letartóztatása, akiket a Markó utcai börtönbe kísértek. 1956. október 30-án részt vett a Köztársaság téri pártház ostromában. 1956. november 1-jén megakadályozta az ÁVH VII. kerületi pártházának feldúlását. 1956. november 4-én felvették a harcot a szovjetekkel, egészen 1956. november 9.-ig tartottak ki, miután csapatának nagy része külföldre menekült. Ő itthon maradt, de a fővárosból vidékre költözött, majd amikor a Népszabadság c. újság egyik cikkében megjelent a neve, mint a VII. kerületi nemzetőrség főparancsnoka, az NSZK-ba menekült. Itt Király Béla kezdeményezésére tagja lett rövid időre a Magyar Szabadságharcos Szövetségnek.
1957. nyarán bízva az amnesztiában hazatért, de június 26-án letartóztatták, majd 1958. április 9-én halálra ítélték és augusztus 5-én felakasztották.